# Барышников, Николай Павлович
Николай Павлович Барышников (2 января 1946, пос. Заречное Октябрьский район, Тюменская область — 4 июня 2019, Тюмень) — российский государственный и политический деятель, Председатель Тюменской областной Думы первого созыва (1994—1998). Депутат Тюменской областной Думы первого, второго, третьего и четвёртого созывов.

## Биография
Николай Павлович Барышников родился в 1946 году.
В 1969 году окончил ТГПИ имени Д. И. Менделеева.
В 1988—1994 занимал различные должности в партийных, советских и исполнительных органах власти ХМАО
В 1994—2012 годах избирался депутатом Тюменской областной Думы (с мая 1994 по январь 1998 — председатель).
С 23 января 1996 года по 18 февраля 1998 года представлял Тюменскую область в Совете Федерации в качестве председателя Думы (полномочия признаны 23 января 1996 г. (№ 2-СФ), прекращены 18 февраля 1998 г. (№ 38-СФ)).

## Награды
- Медаль За освоение недр и развитие нефтегазового комплекса Западной Сибири
- Орден Дружбы
- Медаль ордена «За заслуги перед Отечеством» II степени
- Знак отличия «Парламент России»
- Почётная грамота Совета Федерации
- Почётная грамота Тюменской областной Думы
- Почётный работник органов государственной власти и местного самоуправления Тюменской области